# Anthony Mounier
Anthony Mounier, né le 27 septembre 1987 à Aubenas, est un footballeur français qui évolue au poste d'ailier gauche.
Évoluant au poste de milieu de terrain, il commence sa carrière professionnelle à l'Olympique lyonnais en 2006. Après trois ans dans son club formateur, il quitte Lyon pour l'OGC Nice pour augmenter son temps de jeu. Titulaire indiscutable, il contribue grandement au maintien de son club en Ligue 1 lors des trois saisons qu'il y passe. En 2012, il rejoint le champion de France en titre, en signant au Montpellier Hérault Sport Club.
Au palmarès d'Anthony Mounier figure un seul titre majeur : champion de France, obtenu en 2008 avec l'Olympique lyonnais.

## Biographie

### Jeunesse
Anthony Mounier touche son premier ballon dès l'âge de 4 ans en prenant sa licence au sein du club de l'US Véore dans la Drôme. Arrivé à l'Olympique lyonnais à l'âge de 11 ans, il joue tout d'abord dans les équipes jeunes du club. Il gravit avec succès les échelons à l'intérieur de son club pour pouvoir jouer régulièrement avec l'équipe des -18 ans puis avec l'équipe réserve de l'Olympique lyonnais.

### Olympique lyonnais (2006-2009)
Il se fait remarquer le 13 juillet 2007 en marquant l'un des buts de la victoire contre l'équipe japonaise de Shimizu S-Pulse, lors du premier match de l'OL dans la Peace Cup 2007. Cependant, durant la saison 2007-2008, il ne joue qu'une seule fois en championnat sous le maillot de l'équipe première. En 2008, confronté à un manque de temps de jeu, le jeune joueur souhaite se faire prêter. Mais Claude Puel, récemment arrivé a l'Olympique lyonnais, lui aurait demandé de rester. Il lui montre sa confiance en le titularisant plusieurs fois, notamment contre l'AS Nancy-Lorraine le 27 septembre 2008, où il adresse deux passes décisives à Karim Benzema et à Fred.
Après ces premiers matchs, Claude Puel lui prête les qualités '
« d'endurant, rapide et percutant », déclarant ne pas être pas étonné de ses performances à l'aune de son potentiel.
Le 24 janvier 2009, lors du match opposant l'US Concarneau à l'Olympique lyonnais en Coupe de France, il marque ses premiers buts avec l'Olympique lyonnais de la tête (36e, 63e). Il marque son premier but en première division contre le FC Sochaux-Montbéliard le 22 mars 2009 au stade Gerland (2-0).

### OGC Nice (2009-2012)
Il est transféré le 31 août 2009 pour quatre saisons à l'OGC Nice et 2,5 millions d'euros plus un intéressement à la hauteur de 15 % sur un éventuel futur transfert.
En octobre 2010, face à l'AS Saint-Étienne, il marque son premier but de la saison, sur un service de Danijel Ljuboja. Il en marquera deux autres, en février 2011 à Saint-Étienne et face à l'AS Monaco, lors du derby azuréen.
Il marque le tout premier but de la saison 2011-2012 face à son club formateur, l'Olympique lyonnais, dès la 6e minute. Il marque à nouveau lors de la 3e journée, face au Toulouse FC. Le 31 août, lors des 1/16e de finale de la coupe de la Ligue, il marque un but en reprenant de volée, à trente mètres du but, un ballon mal renvoyé par la défense, et lobe le gardien toulousain. Ce but permet à l'OGC Nice de se qualifier pour les huitièmes de finale, tout en obtenant sa première victoire officielle de la saison.

### Montpellier Hérault (2012-2015)
Le 29 juin 2012, il s'engage officiellement pour quatre ans avec le club champion de France en titre, le Montpellier HSC. Il réalise d'excellentes performances lors des matchs de préparation, mais deux blessures consécutives l'empêchent de réaliser un bon début de saison. Il réalise un match plein contre son ancien club l'OGC Nice en 1/4 de finale de la coupe de la Ligue, qui semble enfin lancer sa saison.
Mounier réalise une saison 2014-2015 prolifique. En effet, il se montre important devant les buts en trouvant le chemin des filets à neuf reprises en Ligue 1 mais retrouve aussi une efficacité collective et fournit sept passes décisives. Il révèle qu'une conversation tenue avec son entraîneur Rolland Courbis l'a motivé à s'améliorer, celui-ci lui disant notamment : « Je te vois depuis dix-huit mois, mais j'ai l'impression que c'est ton frère qui joue. ». Dès la deuxième journée de championnat en août, il marque et offre une passe décisive pour Morgan Sanson lors d'un succès surprise des montpelliérains contre Marseille au Stade Vélodrome. La fin de la première partie de saison voit Mounier inscrire quatre buts en huit matches.  En janvier 2015, Mounier s'exprime, au vu de ses performances : « C'est la meilleure saison de ma carrière ». En mai, il marque contre le Paris Saint-Germain d'un centre lobé qui trompe Salvatore Sirigu malgré une défaite 2-1,. Ses performances convaincantes avec les Héraultais poussent à la spéculation quant à son avenir, son contrat prenant fin en juin 2016 et étant courtisé par de nombreux clubs dont l'AS Saint-Étienne,.

### Bologne FC (2015-2017)
Le 29 août 2015, à un an de la fin de son contrat, il rejoint le club italien du Bologne FC.

### Prêt avorté à l'AS Saint-Étienne (2017)
Le 27 janvier 2017, en manque de temps de jeu en Serie A, il s'engage avec l'AS Saint-Étienne, le grand rival de son club formateur, pour six mois sous la forme d'un prêt avec option d'achat de 2 millions d'euros. Trois jours seulement après avoir paraphé son contrat, sans même avoir été sur la feuille de match du week-end contre le Toulouse FC, le journal L'Équipe annonce que l'ASSE envisage d'annuler l'opération. Cette décision fait suite à l'opposition du public et d'une partie du vestiaire à sa venue, Mounier ayant par le passé tenu des propos maladroits à l'encontre des Verts,. Le 26 janvier, avant même l'officialisation de son transfert, des supporters avaient déployé des banderoles devant le stade Geoffroy-Guichard et le centre d'entraînement de l'Étrat : « Mounier : nos couleurs ne seront jamais les tiennes ». Le joueur a également reçu des menaces de mort de la part de certains ultras stéphanois et lyonnais, l'obligeant à revenir de Toulouse, où l'AS Saint-Étienne venait de jouer, dans un avion différent de celui emprunté par l'effectif forézien, par précaution,,.
Le club stéphanois met donc un terme au prêt le 30 janvier, Mounier retournant à Bologne,.

### Prêt à l'Atalanta Bergame (janvier-juin 2017)
Le 31 janvier 2017, Anthony Mounier est finalement prêté pour six mois à l'Atalanta Bergame, en Italie, le fait qu'il n'était pas entré sur le terrain sous les couleurs de l'ASSE lui permettant de ne pas enfreindre la règle interdisant de jouer dans plus de deux clubs au cours d'une même saison.

### Panathinaïkos (2017-2019)
Le 31 août 2017, il rejoint le Panathinaïkos pour trois ans. Le 21 décembre 2019, le club et le joueur mettent un terme anticipée à leur collaboration.

### Panetolikós FC (2020)
Le 27 décembre 2019, il signe au Panetolikós FC pour six mois.

### GS Kalithéa (2021-2024)
Il a signé un contrat d'un an avec le club de D2 GS Kallithéa. En février 2024, il décide de résilier son contrat.

### Vie privée
Il est marié avec Anne-Sophie qui est candidate de la 23e saison de l'émission de télévision française Koh-Lanta.

## Statistiques
| Saison                | Club                    | Championnat           | Championnat | Championnat | Championnat | Coupe nationale | Coupe nationale | Coupe nationale | Coupe de la Ligue | Coupe de la Ligue | Coupe de la Ligue | Supercoupe | Supercoupe | Supercoupe | Compétition(s) continentale(s) | Compétition(s) continentale(s) | Compétition(s) continentale(s) | Compétition(s) continentale(s) | Total | Total | Total |
| Saison                | Club                    | Division              | M.          | B.          | P.d.        | M.              | B.              | P.d.            | M.                | B.                | P.d.              | M.         | B.         | P.d.       | Comp.                          | M.                             | B.                             | P.d.                           | M.    | B.    | P.d.  |
| 2007-2008             | Olympique lyonnais      | Ligue 1               | 1           | 0           | 0           | -               | -               | -               | -                 | -                 | -                 | -          | -          | -          | -                              | -                              | -                              | -                              | 1     | 0     | 0     |
| 2008-2009             | Olympique lyonnais      | Ligue 1               | 18          | 2           | 2           | 3               | 3               | 1               | 1                 | 0                 | 0                 | -          | -          | -          | C1                             | 4                              | 0                              | 1                              | 26    | 5     | 4     |
| 2009-2010             | Olympique lyonnais      | Ligue 1               | 1           | 0           | 1           | -               | -               | -               | -                 | -                 | -                 | -          | -          | -          | -                              | -                              | -                              | -                              | 1     | 0     | 1     |
| Sous-total            | Sous-total              | Sous-total            | 20          | 2           | 3           | 3               | 3               | 1               | 1                 | 0                 | 0                 | -          | -          | -          | -                              | 4                              | 0                              | 1                              | 28    | 5     | 5     |
| 2009-2010             | OGC Nice                | Ligue 1               | 31          | 2           | 6           | 1               | 0               | 0               | 1                 | 0                 | 0                 | -          | -          | -          | -                              | -                              | -                              | -                              | 33    | 2     | 6     |
| 2010-2011             | OGC Nice                | Ligue 1               | 34          | 3           | 11          | 5               | 1               | 0               | -                 | -                 | -                 | -          | -          | -          | -                              | -                              | -                              | -                              | 39    | 4     | 11    |
| 2011-2012             | OGC Nice                | Ligue 1               | 29          | 8           | 2           | 2               | 0               | 0               | 4                 | 3                 | 0                 | -          | -          | -          | -                              | -                              | -                              | -                              | 35    | 11    | 2     |
| Sous-total            | Sous-total              | Sous-total            | 94          | 13          | 19          | 8               | 1               | 0               | 5                 | 3                 | 0                 | -          | -          | -          | -                              | -                              | -                              | -                              | 107   | 17    | 19    |
| 2012-2013             | Montpellier HSC         | Ligue 1               | 26          | 2           | 5           | 2               | 0               | 0               | 2                 | 0                 | 1                 | 1          | 0          | 0          | C1                             | 5                              | 0                              | 1                              | 36    | 2     | 7     |
| 2013-2014             | Montpellier HSC         | Ligue 1               | 32          | 3           | 5           | 2               | 0               | 0               | -                 | -                 | -                 | -          | -          | -          | -                              | -                              | -                              | -                              | 34    | 3     | 5     |
| 2014-2015             | Montpellier HSC         | Ligue 1               | 36          | 9           | 8           | 1               | 0               | 0               | 1                 | 0                 | 0                 | -          | -          | -          | -                              | -                              | -                              | -                              | 38    | 9     | 8     |
| 2015-2016             | Montpellier HSC         | Ligue 1               | 3           | 0           | 0           | -               | -               | -               | -                 | -                 | -                 | -          | -          | -          | -                              | -                              | -                              | -                              | 3     | 0     | 0     |
| Sous-total            | Sous-total              | Sous-total            | 97          | 14          | 18          | 5               | 0               | 0               | 3                 | 0                 | 1                 | 1          | 0          | 0          | -                              | 5                              | 0                              | 1                              | 111   | 14    | 20    |
| 2015-2016             | Bologne FC              | Serie A               | 30          | 4           | 1           | -               | -               | -               | -                 | -                 | -                 | -          | -          | -          | -                              | -                              | -                              | -                              | 30    | 4     | 1     |
| 2016-2017             | Bologne FC              | Serie A               | 6           | 0           | 0           | 2               | 2               | 0               | -                 | -                 | -                 | -          | -          | -          | -                              | -                              | -                              | -                              | 8     | 2     | 0     |
| Sous-total            | Sous-total              | Sous-total            | 36          | 4           | 1           | 2               | 2               | 0               | -                 | -                 | -                 | -          | -          | -          | -                              | -                              | -                              | -                              | 38    | 6     | 1     |
| 2016-2017             | AS Saint-Étienne (prêt) | Ligue 1               | -           | -           | -           | -               | -               | -               | -                 | -                 | -                 | -          | -          | -          | -                              | -                              | -                              | -                              | 0     | 0     | 0     |
| 2016-2017             | Atalanta Bergame (prêt) | Serie A               | 5           | 0           | 0           | -               | -               | -               | -                 | -                 | -                 | -          | -          | -          | -                              | -                              | -                              | -                              | 5     | 0     | 0     |
| Sous-total            | Sous-total              | Sous-total            | 5           | 0           | 0           | -               | -               | -               | -                 | -                 | -                 | -          | -          | -          | -                              | -                              | -                              | -                              | 5     | 0     | 0     |
| 2017-2018             | Panathinaïkos           | Superleague           | 19          | 3           | 1           | 4               | 2               | 0               | -                 | -                 | -                 | -          | -          | -          | -                              | -                              | -                              | -                              | 23    | 5     | 1     |
| 2018-2019             | Panathinaïkos           | Superleague           | 11          | 0           | 0           | 1               | 0               | 0               | -                 | -                 | -                 | -          | -          | -          | -                              | -                              | -                              | -                              | 12    | 0     | 0     |
| Sous-total            | Sous-total              | Sous-total            | 30          | 3           | 1           | 5               | 2               | 0               | -                 | -                 | -                 | -          | -          | -          | -                              | -                              | -                              | -                              | 35    | 5     | 1     |
| 2019-2020             | Panetolikós FC          | Superleague           | 6+6         | 1+3         | 0+1         | 2               | 0               | 0               | -                 | -                 | -                 | -          | -          | -          | -                              | -                              | -                              | -                              | 14    | 4     | 1     |
| Sous-total            | Sous-total              | Sous-total            | 12          | 4           | 1           | 2               | 0               | 0               | -                 | -                 | -                 | -          | -          | -          | -                              | -                              | -                              | -                              | 14    | 4     | 1     |
| 2020-2021             | Apollon Smyrnis         | Superleague           | 20+4        | 0+0         | 1+0         | 2               | 0               | 0               | -                 | -                 | -                 | -          | -          | -          | -                              | -                              | -                              | -                              | 26    | 0     | 1     |
| Sous-total            | Sous-total              | Sous-total            | 24          | 0           | 1           | 2               | 0               | 0               | -                 | -                 | -                 | -          | -          | -          | -                              | -                              | -                              | -                              | 26    | 0     | 1     |
| 2021-2022             | GS Kallithéa            | Superleague 2         | 28          | 17          | 4           | 2               | 0               | 0               | -                 | -                 | -                 | -          | -          | -          | -                              | -                              | -                              | -                              | 30    | 17    | 4     |
| 2022-2023             | GS Kallithéa            | Superleague 2         | 4           | 0           | 1           | 3               | 1               | 1               | -                 | -                 | -                 | -          | -          | -          | -                              | -                              | -                              | -                              | 7     | 1     | 2     |
| 2023-2024             | GS Kallithéa            | Superleague 2         | 1           | 0           | 0           | -               | -               | -               | -                 | -                 | -                 | -          | -          | -          | -                              | -                              | -                              | -                              | 1     | 0     | 0     |
| Sous-total            | Sous-total              | Sous-total            | 33          | 17          | 5           | 5               | 1               | 1               | -                 | -                 | -                 | -          | -          | -          | -                              | -                              | -                              | -                              | 38    | 18    | 6     |
| Total sur la carrière | Total sur la carrière   | Total sur la carrière | 351         | 57          | 49          | 32              | 9               | 2               | 9                 | 3                 | 1                 | 1          | 0          | 0          | -                              | 9                              | 0                              | 2                              | 402   | 69    | 54    |

## Palmarès

### Palmarès junior
Anthony Mounier remporte plusieurs compétitions alors qu'il joue dans les équipes de jeunes de l'Olympique lyonnais, il remporte notamment le tournoi de Montaigu des clubs (2004), le championnat de France des moins de 16 ans (2004), le championnat de France des moins de 18 ans (2005) ainsi que la Peace Cup en 2007.

### En club
- Olympique lyonnais
  - Championnat de France (1) :
    - Vainqueur : 2008
- Montpellier HSC
  - Trophée des Champions
    - Finaliste : 2012